# Circonscription de Bilonopa
La circonscription de Bilonopa est une des 177 circonscriptions législatives de l'État fédéré Oromia, elle se situe dans la Zone Illubabor. Sa représentante actuelle est Abebaye Gezahegn Feyera.